# Орлов, Фёдор Евплович
Фёдор Евплович Орлов (1843, с. Великое Новгородской губернии — 1892, Москва) — русский учёный-механик, профессор Московского университета.

## Биография
Сын военного врача. Учился в московском городском училище и Ярославской гимназии, которую окончил с золотой медалью. В 1863 году окончил физико-математический факультет Московского университета; во время учёбы вместе «с несколькими избранными студентами ходил на дом <к Н. Д. Брашману> решать задачи по механике». Будучи оставлен при университете он принял предложение о переквалификации с чистой математики на специальность практической механики.
Первые его работы: «Доказательство теоремы Эйлера» («Математический Сборник», т. II, 1866), «О взаимности дифференциальных уравнений» (магистерская дисс., там же, т. III, 1868), «Разыскание особых решений дифференциальных уравнений» (там же, т. IV, 1869).
В 1869 году защитил диссертацию на степень магистра и для приготовления к занятию кафедры практической механики был командирован за границу для знакомства с курсами индустриальной механики на Западе. В этой командировке он изучал состояние крупнейших предприятий Европы, познакомился с видными учёными в области инженерной механики: Францем Рёло, Карлом Кульманом, Цейнером; учился в Политехнической школе Цюриха (1869—1870), затем в Берлине был слушателем Ремесленной академии и посещал лекций в Берлинском университете (1870—1871). После этого посещал Льежский университет, Центральную школу в Париже и в других учебных заведениях (1871—1872). В 1898 году в Москве был издан его «Дневник заграничной командировки 1869—1872 гг.»
С 1872 года Ф. Е. Орлов преподавал в Московском университете вводный курс «О машинах», прочитав вступительную лекцию 21 октября 1872 года. Специально для Орлова ещё в 1873 году в Московском университете была выделена должность доцента (с 1884 — экстраординарный профессор).
Умер 20 января (1 февраля) 1892 года.

## Научно-преподавательская деятельность
В университете устроил кабинет практической механики, который можно считать предшественником Института механики МГУ. О качестве преподавания практической механики Орловым Н. Е. Жуковский писал:

В Московском университете преподавание практической механики было поставлено Ф. Е. на такую высоту, на которой оно не стоит ни в одном из русских университетов… Он устроил в университете прекрасный механический кабинет, завёл классы черчения и проектирования…
— Жуковский Н. Е. Полн. собр. соч. Т.IX, с.338.
Также Орлов читал для слушателей механического отделения Императорского технического училища курс «Теория механизмов»; из кабинета учебных моделей механизмов Ф. Е. Орлов сделал учебное пособие, которое он широко использовал при чтении лекций, демонстрируя работу всевозможных механизмов и устройств; ему удалось собрать в кабинете 480 моделей, которые сохранялись в строгом порядке и работоспособном состоянии; до 1900 года некоторые модели кабинета неоднократно демонстрировались на всемирных и российских промышленных выставках, часть их после 1955 года была передана в Политехнический музей Москвы, музей МВТУ, музей Жуковского, ЦАГИ и другим организациям. Ф. Е. Орлов читал в училище лекции по самым существенным учебным курсам того времени: механическая теория теплоты (1879—1882), теория паровых машин (1885—1887), гидравлика (1889—1891), придав этим курсам прикладной характер. При его участии в училище было основано Политехническое общество.
Ф. Е. Орлов — автор нескольких работ по математике: «Доказательство теоремы Эйлера» («Математический Сборник». — Т. II. — 1866), «О взаимности дифференциальных уравнений» (магистерская диссертация, «Математический Сборник». — Т. III. — 1868 и отдельно: Москва: тип. А. И. Мамонтова, 1868), «Разыскание особых решений дифференциальных уравнений» («Математический Сборник». — Т. IV. — 1869). Из печатных трудов Орлова важное значение имеют: статья «Sur les equations réciproques» («Bulletin de l’Acad. royal de Belgique», 2-me Série, tome XXXIII, 1872), «Экономическое значение машин» (речь на акте училища. — М., 1879), «О квадратуре рулетт» («Математический Сборник». — Т. XI. — 1883); «Из теории рулетт» («Известия Новороссийского Общества Естествоиспытателей». — 1883 и отдельно: Одесса: тип. П. А. Зеленого, 1884).